# 케이트 프렌치 (배우)
케이트 프렌치(Kate French, 1984년 9월 23일 ~ )는 미국의 배우, 모델, 영화배우, 텔레비전 배우이다.

## 방송
- L워드 시즌6
- L워드 시즌5
- 가십걸 시즌1

## 영화
- 라스트 맨 클럽 (2016년)
- 걸트래쉬: 올 나이트 롱 (2014년) - 시드 역
- 리커리쉬 (2014년) - 제이드 역
- 저주받은 집 (2014년)
- 더 레드 하우스 (2013년) - 쉘비 역
- 채널링 (2013년) - 타라 역
- 파라 고즈 뱅 (2013년) - 케이티 역
- 랭귀지 오브 어 브로큰 하트 (2011년) - 엠마 역
- 아틀란티스 (2011년)
- 파이어드 업! (2009년)
- 위키드 위키드 게임즈 (2006년)
- 원 트리 힐 (2003년)